# 帕克拉茨冲突
帕克拉茨冲突，克罗地亚国内又称帕克拉茨战役，是1991年3月发生在克罗地亚城镇帕克拉茨的一场不流血冲突。这场冲突发生在南斯拉夫解体克罗地亚种族关系日益紧张期间，后演变成克罗地亚独立战争首批严重暴力事件之一。
冲突起因为塞族叛军攻占镇上的警察局和市政大楼以及骚扰克罗地亚政府官员。克罗地亚政府隨即反击，派出内政部旗下的特警部队试图夺回该镇，双方爆发激烈冲突。南斯拉夫人民军虽试图干预，但克罗地亚政府仍重新控制该镇。在与南斯拉夫人民军对峙后，双方达成协议。克罗地亚特警和南斯拉夫人民军将撤出该镇，使得该镇恢复至塞族叛乱前的状态。

## 背景
克罗地亚社会主义共和国执政党克罗地亚共产主义者联盟—民主改革党在1990年选举中败给克罗地亚民主共同体。政权更迭使得克罗地亚人和塞尔维亚族关系急剧恶化。南斯拉夫人民军为了压制反抗力量，没收克罗地亚边防军的武器。
8月17日，塞族起兵叛乱。叛乱主要发生在达尔马提亚的克宁、利卡、科尔敦、巴诺维纳和斯拉沃尼亚等塞尔维亚人占多数的地区。1990年7月，塞族成立塞尔维亚民族委员会，以阻止克罗地亚总统弗拉尼奥·图季曼的独立政策。克宁牙医米兰·巴比奇被选为主席，克宁警察局长米兰·马尔蒂奇也开始着手建立准军事武装。2人最后成为塞尔维亚克拉伊纳共和国的军政领袖，该国由塞族自行独立建国，领土包含了克罗地亚境内的塞族聚居区。
1991年初，克罗地亚并未组建正规军。为了加强防御，克罗地亚将警察规模扩充一倍，人数约2万人。其中最精锐的部队是3000人的特警部队，共编成12个营。此外，还有9000至10000名地区预备役警察被编成16个营和10个连，但缺乏武器。根据1991年克罗地亚人口普查的资料，居住在帕克拉茨的最大族群为塞族（46%），其次是克罗地亚人（35.8%）。塞尔维亚民主党政治家韦利科·扎库拉（Veljko Džakula）是西斯拉沃尼亚塞族政治领袖，他主张塞族应脱离克罗地亚。
2月22日，扎库拉控制下的市议会通过投票决定加入克拉伊纳塞尔维亚自治州（后更名成塞尔维亚克拉伊纳共和国），并将帕克拉茨警察局划归克拉伊纳内务部管辖。2月28日，克罗地亚宪法法院宣布该决议无效。

## 过程

1991年3月2日夺回帕克拉茨警察局的克罗地亚特警。

1991年2月，巴比奇和马尔蒂奇指使塞族准军事部队占领帕克拉茨警察局和市政大楼。3月1日，塞族准军事部队解除镇上16名克罗地亚警察的武装，并对当地的克罗地亚官员进行诽谤和恐吓。帕克拉茨警察局当时由巴比奇和马尔蒂奇的支持者约沃·韦兹马尔指挥。
克罗地亚总统弗拉尼奥·图季曼随即命令内政部收复该镇。1991年3月2日4点30分，首批200人的克罗地亚警察部队进入帕克拉茨。别洛瓦尔的欧米茄特警连（"Omega" special police）也从巴德尔耶维娜推近，沿途中还有部分克罗地亚跟随前往帕克拉茨。出人意料的是途中并没有遭遇任何抵抗，克罗地亚警察顺利清除镇外的路障和控制警察局。几小时后，韦兹马尔部队在附近的山上朝警局开火。不久后，来自萨格勒布的卢奇科反恐部队抵达战区。韦兹马尔只能向东撤退至普苏尼山上的塞奥维奇卡村和布奇耶村。克罗地亚总统弗拉尼奥·图季曼随即命令内政部收复该镇。1991年3月2日4点30分，首批200人的克罗地亚警察部队进入帕克拉茨。别洛瓦尔的欧米茄特警连（"Omega" special police）也从巴德尔耶维娜推近，沿途中还有部分克罗地亚跟随前往帕克拉茨。出人意料的是途中并没有遭遇任何抵抗，克罗地亚警察顺利清除镇外的路障和控制警察局。几小时后，韦兹马尔部队在附近的山上朝警局开火。不久后，来自萨格勒布的卢奇科反恐部队抵达战区。韦兹马尔只能向东撤退至普苏尼山上的塞奥维奇卡村和布奇耶村。马尔科·卢基奇（Marko Lukić ）和姆拉登·马尔卡奇率领特警在无伤亡的状态下逮捕包括32名塞族警察在内的180名塞族叛军。韦兹马尔的局长职位被斯捷潘·库普贾克（Stjepan Kupsjak）所取代。
南斯拉夫联邦政府在克罗地亚反击后决定进行干预。南斯拉夫社会主义联邦共和国主席团塞尔维亚代表博里萨夫·约维奇支持南斯拉夫国防部长韦利科·卡迪耶维奇派兵请求。3月1日傍晚，首批10辆南斯拉夫人民军坦克抵达帕克拉茨，并在镇内各处就位，其中大部分部署在镇医院附近。次日下午，米兰·切莱凯蒂奇上校奉第32军（瓦拉日丁）指挥官马尔科·卢基奇（Marko Lukić）少将命令率领另一支南斯拉夫人民军抵达帕克拉茨，并驻扎在克罗地亚特警附近。卢基奇还批准调动别洛瓦尔的第265机械化旅装甲营3个连参与此次行动。
南斯拉夫人民军坦克虽成功抵达帕克拉茨，但为时已晚无力阻挡克罗地亚夺回该地。塞族叛军趁机逃往山上继续袭击该地。由于巡逻警车遇袭，克罗地亚警察向撤退至南斯拉夫人民军阵地内的人员进行还击，南斯拉夫人民军也不甘示弱举起武器反击。枪战在主席团克罗地亚代表斯捷潘·梅西奇与南斯拉夫人民军上校亚历山大·瓦西列维奇达成协议后结束。根据协议规定，克罗地亚警察被允许继续控制该地。南斯拉夫人民军曾计划动用武力从克罗地亚特警手中拿下该地控制权，但因克罗地亚政府同意在3月3日晚上之前撤出特警而作罢。最后，南斯拉夫主席团决定命令南斯拉夫人民军撤出帕克拉茨，并在3月12日放弃通往该地的北方入口，7日后完成撤离。

## 结果
随着克罗地亚特警和南斯拉夫人民军撤出，帕克拉茨恢复至战前状态。截至3月5日，被捕的32名警察中有17人复职。韦兹马尔在内的5人被起诉。这场冲突有着深远意义，因为这是克罗地亚独立战争中首个严重冲突。塞尔维亚政府借机强化民族主义宣传，声称克罗地亚正在进行种族灭绝。塞尔维亚和黑山媒体报道称有40人在冲突中丧生。贝尔格莱德的Вечерње новости头条报道称当地1名东正教牧师遇害，第2版称其受伤，第3版刊登他的声明，足以证明当时报道的混乱和真实性。南斯拉夫主席团最后发表声明，表示无人在冲突中丧生。
在塞尔维亚，贝尔格莱德广播电视台报道斯洛博丹·米洛舍维奇领导的执政党塞尔维亚社会党谴责克罗地亚警方的行动是“克罗地亚政府使用暴力法西斯等野蛮手段袭击帕克拉茨居民”。社会党还敦促塞族民众参与抗议克罗地亚政府的集会。米洛舍维奇还希望借此要求授权南斯拉夫人民军武力解除克罗地亚政武装。这项要求由卡迪耶维奇在5月11日至15日的主席团会议上提出，具体要求包括授予南斯拉夫人民军战时权力和实施紧紧状态。要求被拒后，米洛舍维奇宣布不再承认主席团权威。
警方干预后，奥库查尼塞族领导人呼吁民众在城镇周围设立路障由民兵驻守，防止警方再次干预，并声称警方部队正从库蒂纳和诺夫斯卡逼近。约500名抗议者在帕克拉茨市政大楼要求摘下克罗地亚国旗。

## 注脚
1. 1 2  纽约时报 & 1991年3月3日.
2. ↑  纽约时报 & 1991年3月4日.
3. ↑  Hoare 2010，第117頁.
4. ↑  Hoare 2010，第118頁.
5. ↑  纽约时报 & 1990年8月19日.
6. ↑  ICTY & 2007年6月12日.
7. ↑  Repe 2009，第141–142頁.
8. ↑  CIA 2002，第86頁.
9. ↑  Miškulin 2011，第356–357頁.
10. ↑  Miškulin 2011，第362頁.
11. ↑  Miškulin 2011，第365頁.
12. ↑  Miškulin 2011，第377頁.
13. ↑  Miškulin 2011，第378頁.
14. 1 2 3 4 5 6 7 8  Ramet 2006，第384–385頁.
15. 1 2  Repe 2009，第141頁.
16. 1 2  Glas Slavonije & 2013年2月20日.
17. 1 2 3  Miškulin 2011，第379頁.
18. ↑  Karaula 2007，第14頁.
19. 1 2  Miškulin 2011，第384頁.
20. ↑  Degoricija 2008，第155頁.
21. ↑  Miškulin 2011，第379–380頁.
22. ↑  Miškulin 2011，第382頁.
23. ↑  Miškulin 2011，第381頁.
24. ↑  Karaula 2007，第13頁.
25. 1 2  Miškulin 2011，第380頁.
26. ↑  Miškulin 2011，第382–383頁.
27. ↑  Ahrens 2007，第113頁.
28. 1 2  Miškulin 2011，第383頁.
29. ↑  Kurspahić 2003，第72頁.
30. ↑  Gordy 2010，第38頁.
31. 1 2  Kaufman 2001，第189–190頁.
32. ↑  Mesić 2004，第51–55頁.
33. ↑  Miškulin 2011，第380–381頁.

### 书籍
- Ahrens, Geert-Hinrich. . Washington, D.C.: 伍德罗·威尔逊国际学者中心. 2007. ISBN 978-0-8018-8557-0.
- Central Intelligence Agency, Office of Russian and European Analysis. . Washington, D.C.: Central Intelligence Agency. 2002. ISBN 9780160664724. OCLC 50396958.
- Degoricija, Slavko.  [It Was not in Vain]. Zagreb, Croatia: ITG. 2008. ISBN 978-953-7167-17-2 （克罗地亚语）.
- Gordy, Eric D. . University Park, Pennsylvania: Penn State University Press. 2010. ISBN 978-0-271-04368-5.
- Hoare, Marko Attila. . Ramet, Sabrina P.  (编). . Cambridge, England: Cambridge University Press. 2010: 111–136. ISBN 978-1-139-48750-4.
- Kaufman, Stuart J. . Ithaca, New York: Cornell University Press. 2001. ISBN 978-0-8014-8736-1.
- Kurspahić, Kemal. . Washington, D.C.: 美国和平研究所. 2003. ISBN 978-1-929223-39-8.
- Mesić, Stjepan. . Budapest, Hungary: Central European University Press. 2004. ISBN 978-963-9241-81-7.
- Ramet, Sabrina P. . Bloomington, Indiana: Indiana University Press. 2006. ISBN 978-0-253-34656-8.
- Repe, Božo. . Forsythe, David P.  (编). . Oxford, England: Oxford University Press. 2009: 138–147. ISBN 978-0-19-533402-9.

### 科学期刊
- Karaula, Željko. . Journal of Contemporary History (Croatian Institute of History). 2007年6月, 39 (1): 7–24. ISSN 0590-9597 （克罗地亚语）.
- Miškulin, Ivica. . Scrinia Slavonica (Hrvatski institut za povijest - Podružnica za povijest Slavonije, Srijema i Baranje). 2011年10月, 11 (1): 355–392. ISSN 1332-4853 （克罗地亚语）.

### 新闻报道
- Engelberg, Stephen. . 纽约时报. 1991-03-03. （原始内容存档于2013-10-02）.
- Engelberg, Stephen. . 纽约时报. 1991-03-04. （原始内容存档于2013-06-14）.
- Soudil, Eduard.  [Pakrac Invites Soldiers for the Twenty-Second Anniversary of the Start of the War]. Glas Slavonije. 2013-02-20. （原始内容存档于2013-11-30） （克罗地亚语）.
- . 纽约时报. 路透社. 1990-08-19. （原始内容存档于2013-09-21）.

### 其他
- (PDF). 前南斯拉夫问题国际刑事法庭. 2007-06-12.